# Clément Duval
Pour les articles homonymes, voir Duval.
Clément Duval (Cérans-Foulletourte dans la Sarthe, 1er mars 1850 – New York, 29 mars 1935), est un anarchiste français. Il est surtout connu comme soutien de la propagande par le fait et pour être le principal fondateur de l'illégalisme, une mouvance anarchiste qu'il inspire, pratique et théorise largement.
Issu d'une famille socialiste modeste, il combat pendant la guerre de 1870 et est gravement blessé ; après des années d'alitement, il est réduit à une misère importante et inapte au travail. Il commence à voler pour subvenir aux besoins de sa famille. Duval est alors arrêté et emprisonné un an, une période pendant laquelle il devient anarchiste et se politise. En sortant de prison, il s'engage dans le militantisme anarchiste et est emprisonné de nouveau, cette fois-ci pour quelques semaines. Suite à sa libération, l'anarchiste rejoint La Panthère des Batignolles, commence une série d'incendies visant les propriétés de patrons d'entreprise. Il prépare aussi des explosifs pour lancer une série d'attentats dans la capitale mais est arrêté après avoir cambriolé et incendié le domicile de Madeleine Lemaire. 
Lors de son procès, qui influence de nombreux anarchistes postérieurs ou contemporains comme Louise Michel, Vittorio Pini ou la bande à Bonnot, Duval théorise en particulier l'idée de la reprise individuelle, c'est-à-dire le vol de cibles bourgeoises pour redistribuer les biens. Les positions qu'il tient et défend font qu'il est fréquemment considéré comme le père de l'illégalisme, une mouvance de l'anarchisme particulièrement importante en Europe occidentale. 
Condamné à mort, la peine est commuée aux travaux forcés à perpétuité, il est alors déporté au bagne des Îles du Salut, où il reste 13 ans, jusqu'à ce qu'il parvienne à s'évader - à sa dix-huitième tentative. Duval rejoint ensuite les États-Unis où il meurt en 1935. Sa vie et sa légende ont donné lieu à des productions culturelles comme Papillon de Henri Charrière, une version dépolitisée de sa vie au bagne. 

## Biographie

### Jeunesse et blessures de guerre

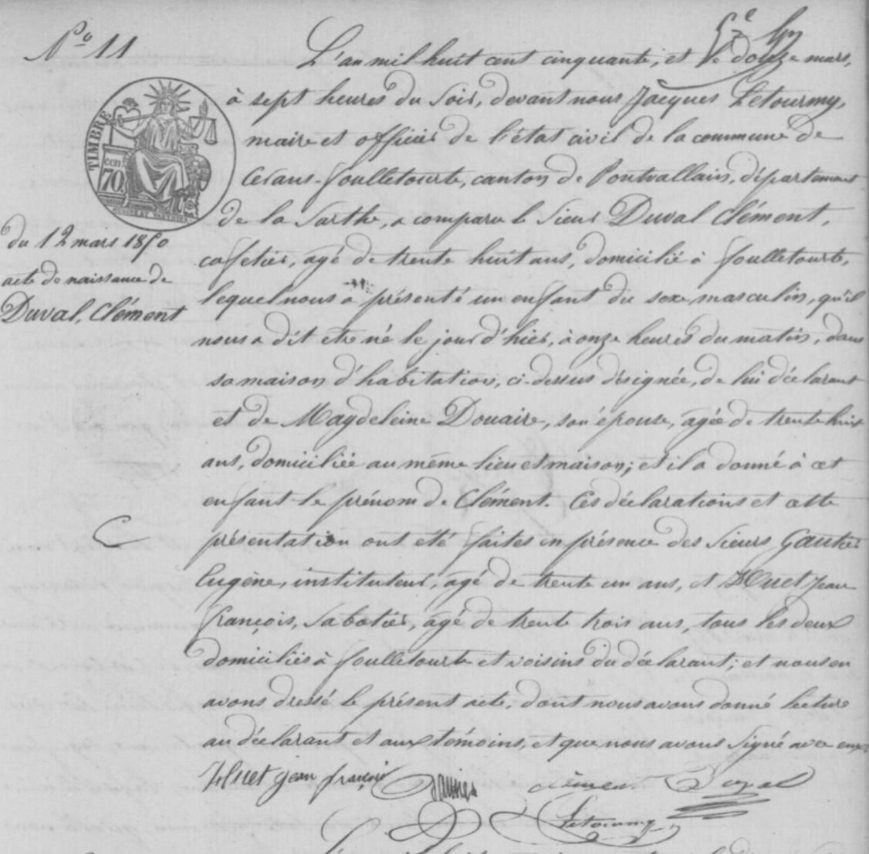
Acte de naissance de Clément Duval dans les Archives départementales de la Sarthe, 11 mars 1850

Clément Louis Duval naît le 11 mars 1850 à Cérans-Foulletourte. Selon son acte de naissance, il est fils de Clément Duval père, cafetier, et de Madeleine Douaire, qui n'a pas d'emploi. Son père est un fervent blanquiste et fervent républicain sous le Second Empire. Il donne une éducation socialiste à son fils, en lui faisant lire des textes de Blanqui par exemple.
Pendant la fin de son adolescence, il tombe amoureux d'une camarade issue d'une famille bonapartiste, et fonde un foyer avec elle. Cependant, la guerre franco-allemande de 1870 débute et il est conscrit,. Marqué par son éducation socialiste et l'antimilitarisme, il ne veut pas combattre et hésite à déserter. Son père et sa compagne doivent le convaincre avec difficulté de bien se rendre à Rennes pour rejoindre le 5e bataillon de chasseurs à pied.
Après avoir rejoint ce bataillon, l'épidémie de variole qui ravage les troupes françaises le touche et il est envoyé à l'hôpital pour se remettre de la maladie. Lorsqu'il est remis, il est envoyé au 11e bataillon de chasseurs à pied et rejoint le front. 
Il combat avec courage lors des affrontements autour de Villorceau au début décembre 1870,. Le 11 décembre 1870, il y reçoit une balle puis l'explosion d'un obus le même jour, ce qui le blesse grièvement. Duval est évacué par une ambulance et envoyé à Nantes. Il parvient à survivre et guérir de ses blessures mais développe de forts rhumatismes et une arthrite importante à partir de cette guerre.
Réintégré, il est cantonné jusqu'en 1873 à Sathonay-Camp avec son régiment. Lorsqu'il rentre à Paris, après le siège de la ville et la Commune de Paris, son père est mort, son ancienne compagne, qu'il aime encore, est en couple avec quelqu'un d'autre, dont elle a un enfant - mort-né. Duval comprend ce choix, d'autant plus qu'elle a du survivre au siège et à la Commune sans lui, et ne lui en veut pas ; mais il a honte de sa propre situation et refuse de lui parler. Quatorze mois plus tard, il se décide à retourner la voir et les deux se remettent en couple.
Clément et sa compagne s'aiment alors et vivent des jours plus heureux dans cette période suivant leurs retrouvailles. En 1876, cependant, une première crise de rhumatismes touche le jeune homme, il doit être soigné à l'hôpital pendant six mois, et être alité chez eux un mois. Ce chômage prolongé pèse très lourdement sur les maigres finances de la famille ; d'autant plus qu'il retourne à l'hôpital pour de l'arthrite et qu'elle doit être hospitalisée pendant sa grossesse, qui se passe très difficilement.
Sorti de sa convalescence, il est renvoyé de son emploi d'ouvrier métallurgiste et doit chercher un nouvel emploi.

### Premiers vols et emprisonnement
Fin septembre 1878, alors qu'il cherche un emploi, il se rend aux ateliers métallurgistes de la Maison Fleury, qui l'éconduisent, puis se décide à prendre le train pour se rendre à la rue de Vaugirard et à la Maison Moisant, car on lui a dit qu'ils embauchaient. Duval doit être à Vaugirard avant une heure de l'après-midi, mais alors qu'il entre dans la gare à onze heures, le train à emprunter part sans lui.  Il se décide à prendre le train suivant quand même au cas où, et se rendant au guichet pour prendre un nouveau billet, voit que le guichet est vide et l'argent des recettes en évidence. Après avoir hésité, Duval prend l'argent qu'il voit dans deux écuelles et l'enfonce dans ses poches avant de rentrer chez lui. Il vole 82 francs en tout. Lorsqu'il rentre chez sa famille, il déclare qu'un ancien ami, ému par leur misère, leur a donné cet argent.
Il poursuit ses recherches d'emploi, travaille ci-et-là, mais est rarement embauché car il est désormais relativement faible physiquement - les certificats de travail qu'il présente ne comptent guère dans le choix des employeurs. Quelque temps plus tard, Duval choisit de faire le même vol mais de manière plus organisée ; il prend un sac, pour pouvoir emporter tout l'argent possible et revient à l'heure où le guichet est vide - prend tout l'argent qui s'y trouve puis s'enfuit. Un homme le voit et commence à crier, avant de le poursuivre - un groupe d'une cinquantaine de personnes se lance à sa poursuite pour l'arrêter, tandis que Duval court à travers les voies. Il escalade un muret, passe de l'autre côté et est aussitôt arrêté par les gendarmes.
Devant la justice, il déclare avoir voulu nourrir sa famille. Il est condamné à un an de prison ferme et incarcéré à Mazas. Puisqu'il n'est pas marié, il ne peut être visité par sa compagne et reçoit plutôt la visite de sa mère, qui lui reproche d'être en prison et qui, au demeurant, ne lui a jamais vraiment montré quelque forme d'affection. Duval cherche à être libéré pour bonne conduite et attend avec impatience sa date de libération, sa mère lui ayant promis que ce jour-là, ils feraient une réunion en famille et fêteraient sa libération. Libéré le 29 juillet 1879, Duval se rend avec urgence chez lui pour être « surpris » par la fête à y tenir, mais ne trouve personne. Sa compagne est partie avec leur enfant quatre jours auparavant, ce qu'il apprend du concierge - elle aurait résolu de le quitter par honte de son statut de criminel, et retourne chez sa famille. Duval rentre chez lui et aurait éclaté en sanglots sur sa couche.

### Politisation, anarchisme
Parallèlement, Clément Duval a lu de nombreux philosophes des Lumières pendant son incarcération, passant une partie non négligeable de son temps de prisonnier à lire ces textes et s'instruire à leur contact. Dès sa libération, il commence à se trouver dans des groupes ouvriers, puis à lire des journaux anarchistes. Enfin, il se décide à commencer à assister aux réunions des groupes anarchistes de la capitale, où il ne prend jamais la parole et se contente d'observer les débats. Duval est frappé par la distance entre les propos des anarchistes qu'il voit parler, qui reprennent la formule proudhonienne de « La propriété, c'est le vol ! », et leurs actes - aucune de ces réunions n'ébranlerait l'ordre bourgeois et il ne s'agirait que de paroles en l'air. Il intervient lors d'une réunion, et fait un premier discours, où il dit, entre autres:

« Procurons-nous les moyens de nourrir et diffuser cette révolte. Ces moyens, après mûre réflexion, ne peuvent vous être fournis que par les coffres-forts de la bourgeoisie dont vous rédigez régulièrement la nécrologie hebdomadaire - ce qui ne trouble en rien leur digestion. [...] Le vol ne peut être le but ultime de notre action complexe, ni une doctrine ni un principe. Je sais que si demain la propriété de Rothschild devenait mienne, aucune révolution ne serait accomplie : la propriété n'aurait subi ni outrage ni diminution, seulement changé de titulaire - ce qui est peu de chose. [... N]ous ne pouvons songer à exproprier les autres pour jouir nous-mêmes, à prendre les moyens par lesquels on nous exploite pour nous mettre à exploiter à notre tour. Mais si dans ces expropriations partielles nous trouvons le moyen de soutenir l'action révolutionnaire qui condamne et veut abolir toutes les formes d'exploitation, je crois que la conscience la plus scrupuleuse peut être en paix. »

Son discours tombe dans l'indifférence générale. Par la suite, Duval se garde d'intervenir, afin de ne pas être considéré comme un indicateur de la police en semblant trop extrémiste et ne pas recevoir un tel accueil de nouveau - il est profondément déçu de ce qu'il voit chez les autres compagnons anarchistes. Il ne parle jamais de sa condamnation pour ne pas être exclu des groupes où il est.

### 1880-1883
Clément Duval parvient à retrouver un emploi comme métallurgiste, cette fois-ci aux ateliers Tchouberski, où il fabrique des poêles. Il se lie d'amitié avec un certain nombre de collègues et rend visite fréquemment à la famille de son compagnon de forge, Boucart. Chez lui, il fait des discours passionnés et est apprécié par ses amis. Alors qu'il s'est promis de ne plus s'engager avec une femme, il se met de nouveau en couple, cette fois-ci avec une compagne de dix ans sa cadette, en 1880. Le couple se rend alors aux réunions anarchistes ensemble, vit en union libre et milite à deux.
En septembre 1881, elle retourne cependant chez sa famille comme chaque été, pour aider aux vendanges. Lui, de son côté, tombe gravement malade de nouveau, se rend à l'hôpital Beaujon, n'est gardé qu'un jour sans être soigné ; se rend alors à l'hôpital Lariboisière, où il est renvoyé vers l'Hôtel-Dieu, puis renvoyé une nouvelle fois vers l'hôpital Beaujon, où un médecin de garde prend pitié de lui et installe un lit dans un couloir pour qu'il puisse s'y disposer. Le lendemain, le médecin de service est mécontent qu'on ait rajouté un patient sans l'avoir prévenu et houspille Duval. Il doit rester deux mois alité et marcher ensuite avec des béquilles mais partage des journaux anarchistes dans l'hôpital, que sa compagne parvient à lui transmettre par l'intermédiaire de l'infirmier de nuit. Dès qu'il est capable de partir, il leur signifie ce qu'il pense de ce type d'hôpitaux et s'en va.
Après une réunion où il prend la parole pour soutenir un autre compagnon demandant de l'action, il est soupçonné d'être un indicateur de la police, mais est abordé par quelques compagnons à la fin de la rencontre, qui viennent le voir et lui disent de plutôt rejoindre le groupe de la Panthère des Batignoles, plus radical et plus disposé à l'action concrète.
Clément Duval épouse civilement sa nouvelle compagne mais les relations du couple deviennent de plus en plus compliquées. Il s'implique de plus en plus dans le militantisme anarchiste tandis qu'elle lui dit de faire attention et l'invite plutôt à travailler pour subvenir aux besoins de la famille. Lorsque Louise Michel et Émile Pouget organisent un soulèvement populaire à Paris visant à pratiquer l'« expropriation » sur les boulangers de Paris, en protestation contre le prix du pain, il reçoit un télégramme urgent de son beau-frère l'appelant auprès de lui au plus vite. Il va lui rendre visite puis se rend compte qu'il s'agit d'un leurre et, rentré à Paris, arrive après les événements. Duval et son épouse se disputent très violemment pendant cette période, il va jusqu'à la battre à plusieurs reprises.

### Incendies contre la propriété
L'anarchiste fait imprimer des affiches et va les poser sur les murs des industries parisiennes clandestinement. Sur ces affiches, il est très radical et écrit par exemple :

« Feu aux exploiteurs méprisables ! Feu aux prêtres de l'ordre ! Le même feu les engloutira, le même ciel les couvrira. »

Duval se lance alors dans une vaste entreprise incendiaire - il vise à mettre le feu à toute usine ou industrie dont il juge que le patron mérite de perdre son bien. Le militant met d'abord le feu à une entreprise de pianos quelques jours plus tard. Il poursuit sans s'interrompre, mettant ensuite le feu aux dépôts de la Compagnie des omnibus Bastille-Saint-Ouen, que les pompiers n'arrivent à éteindre que douze heures après le début de l'incendie. Puis, il incendie une menuiserie appartenant à la famille Rotschild - le feu se propage à une telle vitesse qu'il détruit aussi les locaux d'une entreprise de tapis attenante. Alors qu'il avait épargné les magasins de fourrage de la Compagnie des omnibus, il revient y mettre le feu une nuit - détruisant l'ensemble des magasins.
Quelques jours plus tard, Duval incendie l'usine Tchouberski, puis la fabrique de voitures Belvallette Frères à Passy, deux entreprises où il a travaillé. Dans le deuxième cas, il cherche à tuer le patron et les contremaîtres, qui logent sur place, et n'en est empêché que parce qu'il ne peut accéder au dépôt des vernis, où il a prévu de lancer l'incendie. Lançant l'incendie ailleurs pour tout de même le faire, ils parviennent à s'extraire du bâtiment en flammes et survivre.
Sa dernière cible de cette série est le Bazar de l'Hôtel de Ville (BHV), dont le propriétaire, Ruel, passe pour un homme dur et cupide. L'anarchiste dispose un engin incendiaire après la fermeture du bâtiment, mais l'incendie ne prend pas et mystérieusement, ni la presse ni la police n'en parlent.

### Conflit avec les Mathérion, arrestation
Duval interrompt ses incendies pour reprendre de la propagande anarchiste plus « classique ». Alors qu'il vit au 168 rue Ordener, il va agiter les ouvriers de l'industrie en face de chez lui, possédée par la famille Mathérion, n'autorisant pas les ouvriers syndiqués. S'ensuit une course du chat et de la souris entre les contremaîtres de l'industrie et Duval ; qui se retrouve souvent au bar avec les ouvriers et les incite à la désobéissance. Un soir, alors que les patrons appellent la police pour qu'elle renvoie les ouvriers réfugiés au bar au travail, Duval entre en conflit avec les policiers et leur dit que leurs ordres sont illégitimes et qu'ils « peuvent aller se faire foutre ». Il est arrêté et chargé d'outrage, puis perquisitionné, la police trouvant des journaux anarchistes interdits dans sa chambre. Cependant, l'assistant des Tchouberski l'apprécie et intercède auprès de la police et la justice pour que la sévérité de son traitement se réduise ; il est condamné à quarante huit heures de prison et cinq francs d'amende en plus des deux semaines dans l'attente de son procès.
En revenant chez lui depuis la prison, il retrouve sa compagne et lui dit qu'il s'en veut de ne lui avoir apporté que des souffrances, angoisses et douleurs, que leur relation n'est plus viable et qu'ils sont malheureux ensemble. Ils se séparent alors. 
Pendant son séjour en prison, Duval prend conscience que la police a été envoyée l'arrêter par les Mathérion, et se résout à se venger. Il s'agit possiblement aussi d'une des raisons de sa séparation, souhaitant mener ses actions seul et sans devoir se soucier de sa compagne. En tout cas, dès qu'il sort, l'anarchiste se rend chez un de ses compagnons et récupère chez lui des cartouches de dynamite. Malheureusement pour ses projets, il ne sait pas manier ces explosifs et la bombe qu'il prépare et enterre à l'arrière de l'industrie des Mathérion se consume sans exploser - ce qui le déçoit. 

### Terrorisme, vol, arrestation
Il se décide alors à trouver quelqu'un pouvant l'aider à faire des explosifs et reçoit le soutien d'Émile Digeon, un ancien républicain ayant fait la révolution de 1848 et la Commune de Narbonne, qui est plus disposé à l'aider que les compagnons anarchistes de sa génération.
Celui-ci l'aide tout en lui conseillant d'être le plus discret possible et de réunir des sommes d'argent importantes pour financer ses activités terroristes afin de pouvoir répondre à toute éventualité. Peu à peu, Duval et quelques compagnons du groupe de la Panthère des Batignoles, créent des dizaines de bombes, qu'ils veulent placer dans des endroits stratégiques pour viser ou bien les patrons ou bien la police - en réponse au préfet de police Ernest Taylor, qui interdit les drapeaux rouges dans la capitale pour la commémoration de la Semaine sanglante. 
Alors que les bombes sont prêtes, Duval et quelques-uns de son groupe cambriolent la maison de Madeleine Lemaire, absente car en villégiature au château de Lunéville. Ils y volent des dizaines de milliers de francs ; bijoux, argenterie et objets précieux. Le groupe détruit aussi les tableaux à coups de couteau. Puis ; ils incendient l'appartement et s'enfuient. Duval est retrouvé rapidement par la police après que les enquêteurs remontent la piste d'un des bijoux recelés. Le brigadier Gustave-Amand Rossignol est chargé de l'arrêter et tente de se saisir de lui. Duval le poignarde alors à huit reprises dans la bagarre qui s'ensuit puis, ne parvenant pas à le tuer, cherche à lui crever un œil avec son pouce en lui maintenant la tête. Le policier est gravement blessé et Duval arrêté par une vingtaine d'autres policiers accourant sur la scène.

### Procès et acte fondateur de l'illégalisme

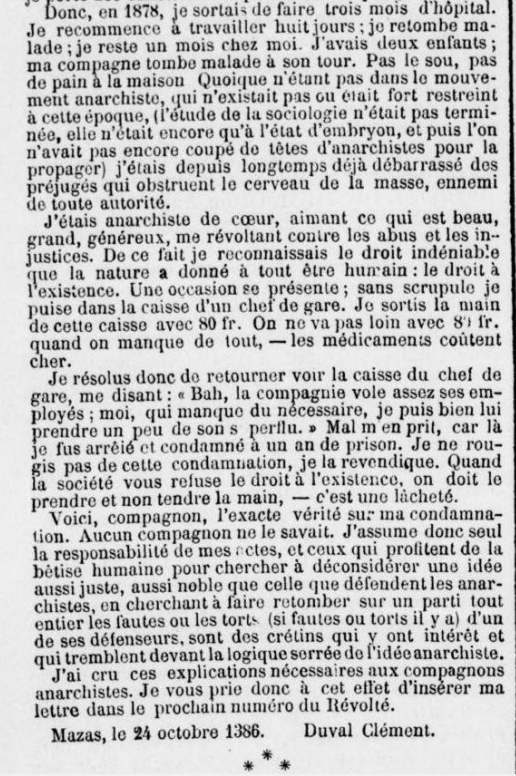
Partie de la lettre où Clément Duval rend publique et explique sa première condamnation pour vol à ses compagnons anarchistes, Le Révolté, 6 novembre 1886

L'arrestation de Duval donne une grande célébrité à Lemaire, qui accueille plus de monde chez elle et devient une « sensation » dans les milieux bourgeois de la capitale. Alors qu'il est incarcéré, il écrit au Révolté pour rendre publique aux anarchistes sa condamnation précédente et expliquer ce qui l'a poussé au vol dans une telle occasion. 
Selon le chef de la Sûreté de l'époque, Marie-François Goron, il le rencontre et lors de leurs discussions, Duval le fixe du regard, refuse de baisser les yeux en disant qu'un anarchiste ne baisse pas les yeux devant un commissaire puis lui défend des théories illégalistes. Ainsi, il aurait déclaré à Goron : 

« [Je] ne suis pas un voleur — les voleurs, ce sont les riches. La nature, en créant l’homme, lui donne le droit à l’existence. Si donc la société ne lui fournit pas de quoi subsister, l’être humain peut légitimement prendre son nécessaire là où il y a du superflu. C’est ce que j’ai fait. Quand je passerai devant les jurés, ils s’apercevront bien vite qu’ils ont devant eux non pas un malfaiteur, mais bien un anarchiste convaincu ayant commis par principe les prétendus crimes qu’on lui reproche. »

Il comparaît le 11 janvier 1887 devant la cour d'assises de la Seine et est défendu par Fernand Labori, futur avocat de Vittorio Pini, Auguste Vaillant et Émile Zola,. Dès l'ouverture de son procès, sa première intervention est de nouveau indicative de l'idéologie illégaliste qu'il fonde, c'est-à-dire l'idée que le banditisme révolutionnaire serait un moyen légitime pour mener les luttes anarchistes,,.  
Il théorise la pratique de la reprise individuelle, c'est-à-dire le vol de cibles bourgeoises pour redistribuer les biens, pour quatre raisons principales : il s'agirait de résoudre les inégalités économiques directement par la force, terroriser les bourgeois, transmettre pédagogiquement les idées anarchistes sur la propriété et enfin préparer et inciter la population à se soulever pour mener la Révolution. 
Pendant son procès, Gaston Laurent-Atthalin, juge que Ravachol appréciera pendant son procès, effectue une confrontation entre Rossignol, le policier blessé et Duval. Le policier ne lui en veut pas pour son acte et comprend qu'il ait agi ainsi pour conserver sa liberté. Les deux se serrent la main à la fin de leur entrevue. 
Duval utilise son procès comme plateforme pour ses idées ; il s'engage dans des discours presque féministes en déclarant par exemple que « l’exploitation de l’homme par l’homme n’est rien comparativement à celle de la femme ». Il replace le vol dans le cadre plus général de la lutte des classes et le justifie par le droit naturel à l'existence - il avait besoin de voler pour se nourrir, et c'est pour cela qu'il a commencé à voler - dans sa défense.
Son procès et celui de Pini, deux ans plus tard, lancent la pratique des bandits justiciers et à partir de ces affaires, la pratique se poursuit en France dans les cercles anarchistes jusqu'à la bande à Bonnot. Jean-Marc Delpech remarque que pendant son procès, Duval assume entièrement ses actes, comme d'autres acteurs anarchistes de la même période, en particulier Vittorio Pini ou Émile Henry. Pour ces éléments, il peut être considéré comme l'acte fondateur de l'illégalisme.
Son procès voit une rupture naître chez les anarchistes en France ; des figures plus anciennes du mouvement, comme Jean Grave, éditeur en chef du Révolté refusent catégoriquement de considérer l'illégalisme, comme légitime. Cependant, Grave fait une exception pour Duval, le premier de la série d'anarchistes voleurs, parce que celui-ci est très pauvre - pour tous les autres illégalistes postérieurs, il est très dur à leur égard. Il lance aussi des fausses rumeurs visant ses opposants politiques, comme Albert Libertad, suggérant qu'il serait un informateur de la police. L'illégalisme que Duval fonde à cet instant est donc loin de faire l'unanimité parmi les anarchistes, même si un certain nombre d'entre eux soutiennent cette idéologie,,.
Duval est condamné à mort. Il n'en veut pas à son avocat, dont il juge qu'il a fait un bon travail malgré le fait qu'il ne soit pas anarchiste. Il n'en veut pas non plus au procureur et soutient qu'il a agi selon sa fonction.

### Bagne

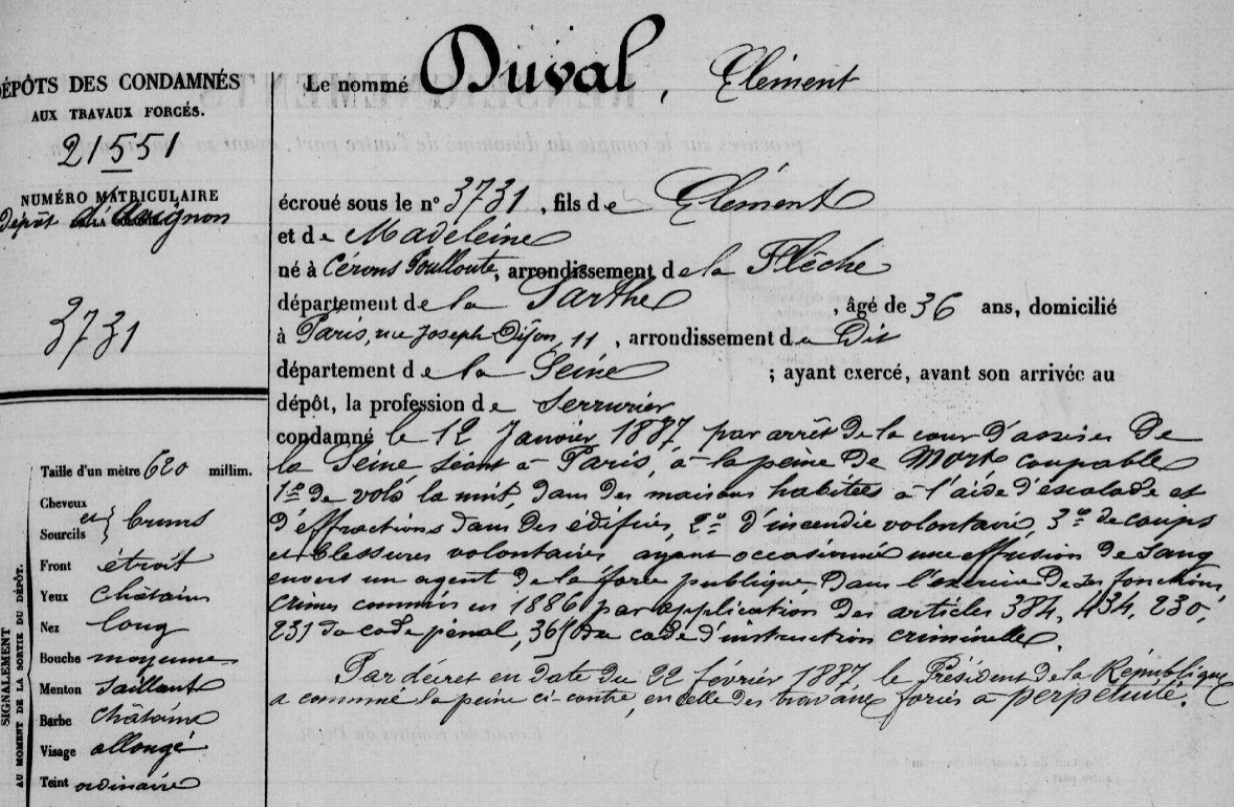
Dossier de Duval au bagne avant son évasion en 1901

Sa peine est commuée aux travaux forcés à perpétuité et il est déporté au bagne, sur les Îles du Salut. Au bagne, il organise une bande d'anarchistes illégalistes - avec son groupe, il se bat fréquemment avec les gardiens de prison et leurs auxiliaires bagnards. L'anarchiste constate le système colonial aux prises dans le bagne et développe une vision négative des Arabes, souvent utilisés par l'administration coloniale en soutien à leurs propres forces. Cette vision négative, marquée par son expérience de la déportation, est surtout due au système colonial qui a cours au bagne. Il tente de s'évader dix-huit fois et parvient à le faire en avril 1901.  

### Dernières années et mort
Duval reste ensuite deux ans en Guyane anglaise avant d'avoir assez d'argent pour rejoindre les États-Unis, où il est accueilli par des compagnons italiens ou français. Il y publie ses mémoires qui sont traduits en italien par Luigi Galleani, qu'il a rencontré et qui lui voue une admiration importante pour son courage et sa défiance des autorités. Il traduit ses mémoires partie par partie et, comme marque d'estime, les rassemble ensuite pour les publier dans un livre de plus de mille pages,. La première édition est éditée par le militant anarchiste Andrea Salsedo. Dans ses mémoires, il revient beaucoup sur sa vie au bagne et son évasion. Il conclut l'ouvrage par une déclaration anticarcérale, où il écrit :

« Camarades,
Je vous ai donné le compte rendu exact d’une vie vécue dans cet enfer, le bagne. [... C]amarades, si vous agissez, faites-vous plutôt tuer sur place, couper la tête. Mais n’allez jamais au bagne. »

Dans les derniers mois de sa vie, Duval, qui est un vieillard très malade d'arthrite, est accueilli par Raffaele et Fiorina Schiavina. Ils l'appellent « Nonno » (grand-père), ce qui fait que les voisins pensent qu'il s'agit du père de Raffaele. Ne souhaitant pas peser sur la famille et Raffaele, qui est clandestin aux États-Unis, l'anarchiste quitte leur domicile deux jours avant sa mort pour se rendre chez un compagnon, Olivieri, qui ne risque pas d'être déporté. Il y meurt le 29 mars 1935 à Brooklyn, New York. 

## Postérité

### Influence sur l'anarchisme

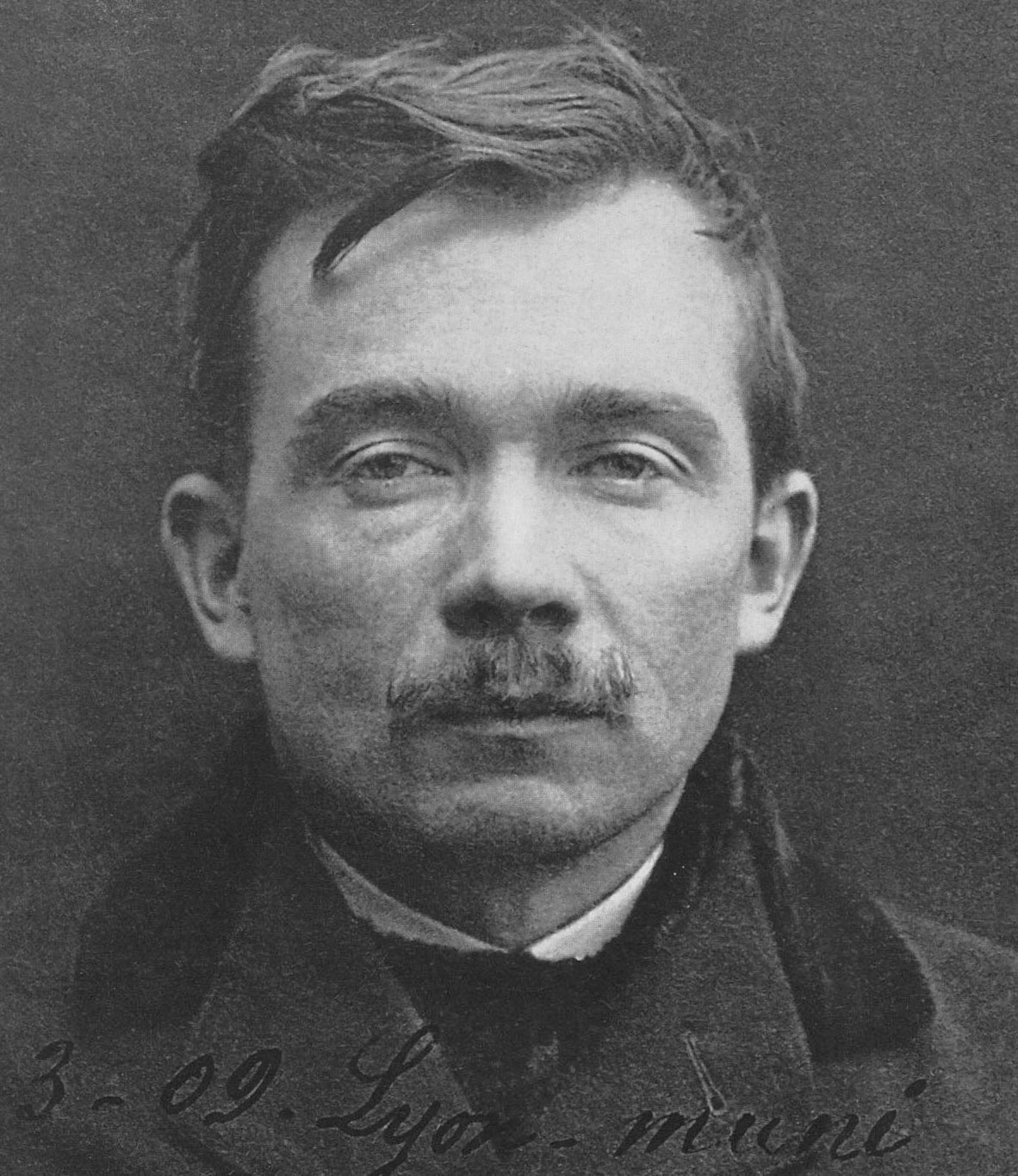
Jules Bonnot, qui donne son nom à la bande à Bonnot

Alors que les autres policiers remettent au départ en question le caractère anarchiste de l'illégalisme, rangeant Duval dans la catégorie des « vulgaires criminels », Goron déclare :

« On ne s’occupait pas encore beaucoup d’anarchie à la préfecture de police ; on y croyait peu, surtout, sachant le rôle équivoque de certains soi-disant révolutionnaires comme ceux, par exemple, qui avaient essayé de faire sauter la statue de M. Thiers à Saint-Germain.
— L’anarchie, c’est une nouvelle pose chez les bandits, entendais-je dire autour de moi ; ce Duval est un vulgaire voleur et un vulgaire assassin.
Cependant, je ne jugeai pas tout à fait les choses de la même façon [...] je fus frappé de retrouver dans cette lettre écrite à Mazas, par un cambrioleur, comme un écho vague des théories folles que j’avais entendues formuler par des fous, sans doute, mais des fous d’une loyauté et d’une honnêteté incontestables. »

Selon Goron, Duval aurait été l'un des premiers anarchistes - et en tout cas l'un des premiers en France, à avoir appliqué la propagande par le fait au delà des déclarations théoriques. Pour le policier, Duval est l'inspirateur principal de l'Ère des attentats (1892-1894) et le moment où l'anarchisme en France évolue, d'une idéologie peu importante et menaçante pour le pouvoir, à l'une des principales forces d'opposition en France à partir des années 1890. 
Louise Michel suit l'affaire avec attention. Celle-ci divise les socialistes comme Jules Guesde et les anarchistes,. Tandis que Guesde publie des écrits pour critiquer Duval et ses méthodes, elle prend plutôt sa défense, ce qui marque un engagement plus complet encore pour l'anarchiste,. Elle écrit qu'il s'agit d'une déclaration de guerre, que tous les anarchistes doivent se rassembler pour empêcher l'exécution et que si elle est fusillée, cela n'importe pas,. Séverine adopte vis-à-vis de Duval une position hésitante, si elle le considère avec sympathie, elle demeure plus distante que Michel.
Son influence sur l'illégalisme et le mouvement anarchiste en France dure jusqu'à, au moins, la bande à Bonnot. Ceux-ci qui suivent l'illégalisme s'en servent pour fonder le banditisme moderne, en débutant les premiers braquages motorisés et utilisant des fusils à répétition. Dans une correspondance entre Grave et Duval, Grave reproche à Duval d'avoir fondé l'illégalisme, en pointant du doigt la bande à Bonnot.

### Art
Duval inspire aussi la littérature. Ainsi, Papillon de Henri Charrière est une version dépolitisée de sa vie. Malgré les oppositions de Grave avec l'illégalisme et sa relation ambiguë avec Duval, il rédige une pièce de théâtre jamais représentée nommée Responsabilités ! qui se fonde largement sur l'affaire Duval.

## Œuvres

### Presse
- Première lettre au Révolté, Le Révolté, 6 novembre 1886
- Deuxième lettre au Révolté, Le Révolté, 18 novembre 1886
- Lettre à son juge, Le Petit Moniteur universel, 13 janvier 1887
- Troisième lettre au Révolté, Le Révolté, 17 mars 1887

### Mémoires
- (it) Clément Duval et Luigi Galleani, Memorie autobiografiche, Newark, Biblioteca de L'Adunata dei refrattari, 1929 (lire en ligne)
- Clément Duval et Marianne Enckell, Moi Clément Duval : bagnard et anarchiste, Éditions de l'Atelier, 1991 (ISBN 270822915X)[34]. (extraits de la version italienne)
- Déclaration à son procès

### Sources policières
- L’anarchiste Duval par Marie-François Goron, ancien chef de la sûreté française (1897), revenant sur l'affaire Duval, leurs conversations supposées, son procès et réflexions de Goron à ce propos.

## À voir